# 曼圖羅沃
58°20′N 44°46′E / 58.333°N 44.767°E
曼圖羅沃（俄语：Ма́нтурово）是俄羅斯科斯特羅馬州中部的一個城市，位於溫扎河右岸，距科斯特羅馬東北260公里。2002年人口19,457人。
1617年首見於文獻，1958年設市。